# 161-й меридіан західної довготи
161-й меридіан західної довготи — лінія довготи, що лежить на 161 градус західніше Гринвіцького меридіана. Вона проходить від Північного полюса через Північний Льодовитий океан, Північну Америку, Тихий океан, Південний океан та Антарктиду до Південного полюса.
161-й меридіан західної довготи формує велике коло разом із 19-тим меридіаном східної довготи.

## Список географічних об'єктів, що перетинає 161° зх. д.
Починаючи на Північному полюсі та рухаючись до Південного полюса, 161-й меридіан західної довготи проходить через:
| Координати                                                   | Країна, територія або море | Примітки                                                                                               |
| ------------------------------------------------------------ | -------------------------- | --- |
| 90°0′ пн. ш. 161°0′ зх. д. / 90.000° пн. ш. 161.000° зх. д.  | Північний Льодовитий океан | |
| 71°37′ пн. ш. 161°0′ зх. д. / 71.617° пн. ш. 161.000° зх. д. | Чукотське море             | |
| 70°21′ пн. ш. 161°0′ зх. д. / 70.350° пн. ш. 161.000° зх. д. | США                        | Аляска                                                                                                 |
| 64°51′ пн. ш. 161°0′ зх. д. / 64.850° пн. ш. 161.000° зх. д. | Берингове море             | Затока Нортона[en]                                                                                     |
| 64°33′ пн. ш. 161°0′ зх. д. / 64.550° пн. ш. 161.000° зх. д. | США                        | Аляска                                                                                                 |
| 64°15′ пн. ш. 161°0′ зх. д. / 64.250° пн. ш. 161.000° зх. д. | Берингове море             | Протока Нортона — проходить східніше острова Бесборо, Аляска, США                                      |
| 63°37′ пн. ш. 161°0′ зх. д. / 63.617° пн. ш. 161.000° зх. д. | США                        | Аляска — проходить через материк і острів Гагемейстер                                                  |
| 58°33′ пн. ш. 161°0′ зх. д. / 58.550° пн. ш. 161.000° зх. д. | Берингове море             | Бристольська затока                                                                                    |
| 56°1′ пн. ш. 161°0′ зх. д. / 56.017° пн. ш. 161.000° зх. д.  | США                        | Аляска — проходить через острови Худобіна і півострів Аляска                                           |
| 55°26′ пн. ш. 161°0′ зх. д. / 55.433° пн. ш. 161.000° зх. д. | Тихий океан                | Проходить західніше острова Унга[en], Аляска, США Проходить східніше атола Ракаханга[en], Острови Кука |
| 10°22′ пд. ш. 161°0′ зх. д. / 10.367° пд. ш. 161.000° зх. д. | Острови Кука               | Проходить через атол Маніхікі                                                                          |
| 10°26′ пд. ш. 161°0′ зх. д. / 10.433° пд. ш. 161.000° зх. д. | Тихий океан                | |
| 60°0′ пд. ш. 161°0′ зх. д. / 60.000° пд. ш. 161.000° зх. д.  | Південний океан            | |
| 78°2′ пд. ш. 161°0′ зх. д. / 78.033° пд. ш. 161.000° зх. д.  | Антарктида                 | Проходить через Територію Росса (претендує Нова Зеландія)                                              |